# Segestria danzantica
Segestria danzantica là một loài nhện trong họ Segestriidae.
Loài này thuộc chi Segestria. Segestria danzantica được Ralph Vary Chamberlin miêu tả năm 1924.